# シェローティアの空砦
『シェローティアの空砦〜the end of time〜』（シェローティアのくうさい〜ジ・エンド・オブ・タイム〜）はテーブルトークRPG(TRPG)『セブン＝フォートレス』のリプレイ作品。ゲームマスター（GM）兼リプレイ執筆は菊池たけし。イラストはみかきみかこ。
『ラ・アルメイアの幻砦』に続く「砦シリーズ」リプレイ最終版として発表された。ルール第4版『セブン＝フォートレス メビウス』が使用されている。

## 概要
「砦シリーズ」の最終章として位置づけられているリプレイ。ゲーマーズ・フィールド誌12th season Vol.5（2008年6月発行号）から17th season Vol.4（2013年4月発行号）まで連載された。砦シリーズの中では連載期間も文章量も最長にあたるが、ゲームプレイ回数自体は全5回と比較的少ない。一回のゲームプレイで一話分のストーリーの区切りがつけられており、全5話構成となっている。ファミ通文庫（エンターブレイン）から全5巻で文庫化されている。
『シェローティアの空砦』は単なる砦シリーズのリプレイではなく、主八界全てを巻き込んだ次元大戦「第二次古代神戦争」のラース＝フェリアにおける展開、という側面を持っている。第二次古代神戦争の全貌は『セブン＝フォートレス メビウス』および『ナイトウィザード The 2nd Edition』の各種サプリメント・リプレイをまたぐ大がかりなクロスオーバー展開となっている。
使われているゲームシステムは『メビウス』。製品版のルールがそのまま使われており、連載途中でのルールバージョンの変更も発生していないため、砦シリーズの中ではゲームバランスは安定している部類である。砦シリーズのラストということもあり、それまでの砦シリーズからPC・NPCに拘わらずかつてのキャラクターが多く参戦している。ただしPCの場合、初出時とルールおよびデータが異なっているため『メビウス』準拠で最初からキャラクターデータを作成し直す必要があり、さらにリプレイ進行中にサプリメントの供給も行なわれているため、キャラクターの能力値や取得スキル、設定などが変化している場合もある。。
当初は2つのパーティをスイッチしながら進む、という異例の方式で進められており、一方のパーティで特定の条件を満たすともう一方のパーティのシナリオに影響する仕掛けになっていたが、EPISODE 04より両パーティの混成で進行するようになった。また、当初の予定では1巻2話構成であったが、EPISODE 01と同時収録の予定だったEPISODE 02のセッション直後に1巻1話構成に変更されている。
EPISODE 01は『ラ・アルメイアの幻砦』の事件の結果、世界が闇に落ちたものの、『V3』シナリオ集『ラース＝フェリアの嵐』で取り扱われた事件によってフレイス地方が解放され、そこで人類が反攻の機会を窺っている、という状況のもとに始まる。他の世界を巻き込んだ最終戦争の一幕として、PC達の活躍が描かれるのである。

## あらすじ

### エピソード01
シェルジュ＝ガェアの死とエルオースの復活により、第一世界ラース＝フェリアは混沌の闇に包まれ滅びの時を迎えていた。人類の反撃によりフレイス地方が解放されたものの、冥魔の侵攻はいまだ衰えていない。
人類最後の砦であるフレイスにも危機は迫っていた。冥魔王の一人エンダースが、希望を打ち砕くべくフレイスに現れたのである。そんな中、紅き巫女ガーネットは守護者ジュグラットより希望の到来を告げられる。その事実を伝えられた側仕えのリューナ＝セイグラムは、山の向こうに落ちる一条の光を見た。それはラース＝フェリアの現状に対応すべく、第八世界ファー・ジ・アースの守護者アンゼロットの命で送り込まれて来た魔剣使い、柊蓮司であった。時同じくして、冥凍気に閉ざされたアルセイルから氷導王の命を受けたディフェス＝サシンが、フォーラ地方から伝説の武具・カニアーマーを持つ記憶喪失の少年シンゴがフレイスを訪れる。
炎砦に集った4人はガーネットの命を受け、フレイスとフォーラの境に建つエンダースの居城・冥界樹攻略に挑む。

### エピソード02
冥界樹陥落からしばらく経ったある日。フォーチューン南東の孤島・スマトラ島に興された街サザンクロスを治めていたファラウスは、自らのクローンを作るなどして未だに世界の破壊を諦めていなかったが、その世界を自分より先に滅ぼそうとする冥魔に頭を痛めていた。そんな折、街の住人を追いかけまわしていたアルゲル＝アルガロードと奇妙な出会いを果たし、さらにその住人から、かつて別の自分が失った力……バラーの存在を告げられる。
一方その頃、フォーラ地方はグリューナに近い森の中の家で兄・ヒュウガを介抱しながら時を過ごしていたサシャ＝アライアスのもとにも、フレイスからの援軍要請は届いていた。それも「ヒュウガも参戦せよ」という、廃人同然の彼の現状を敢えて無視した強固な意思と共に。だが、兄妹を乗せてフレイスへと向かわんとする飛空艇が冥魔の襲撃を受ける。それを救ったのは、第五世界エルフレアから帰還した柱の騎士が一人、ザーフィであった。
ヒュウガを炎砦に託し、スマトラ島で邂逅した4人は、1000年前の第二世界エルスゴーラからやってきたという青年シンゴから、彼の操る鋼騎「赤き男爵ヴェイラー」の破壊を頼まれる。ヴェイラーは冥魔に汚染され、人類へのトドメとなりかねない危険な存在と化していたのであった。だが、実はシンゴの正体はヴェイラーからエネルギーを供給される生体パーツであり、ヴェイラーの破壊はシンゴの消滅を意味していた。かといって、ヴェイラーを放置すれば、シンゴもろとも冥魔と化し世界に破滅をもたらすことになる。唯一希望を繋げるのは、ザーフィがエルフレアから持ち帰った「魂の短剣」のみである。
個々の思惑こそ違えど、目的は一つ、ヴェイラーの破壊。多くの危険を抱えたまま、4人は赤き魔神に挑む。

### エピソード03
冥界樹陥落から半年。炎砦に集った面々は、未だ冥魔との戦いを続けていた。その間、各地で次々と冥魔王が打倒され、残る冥魔王は3人となっていた。しかし、事態は急転を告げる。ラース＝フェリアそのものが、冥界へと沈んでいるというのだ。しかもその情報をリークしたのは、冥魔陣営の参謀・エレナであった。
事態を重く見た炎導王ラーガ＝ラギアは、ディフェス＝サシンを筆頭とする部隊に、事態の元凶と目される冥龍王クルムクドゥの討伐を命じるが、その矢先、シンゴがフォーチューン戦線で行方不明になるというアクシデントが発生する。
そのシンゴは、海砦近辺の浜辺でヘレネに救われていた。二週間後、その地を襲った冥魔を迎撃していた彼は、情報を聞きつけて捜索に来ていた3人と合流。ヴェイラー攻略から帰還していたサシャ＝アライアス、ザーフィを加え、冥魔王の本拠たる「冥夜館」の攻略に向かう。だが、そこで待ち受けていたのは予想外の事実であった。

### エピソード04
炎導王の命を受け、七宝珠の捜索に向かったシンゴ、ディフェス＝サシン、柊蓮司は過去の時代へ跳んでいった。また、次元の狭間を彷徨っていたファラウス、アルゲル＝アルガロードと合流し、過去の世界の戦いを横目に着々と宝珠を入手していく。
その中で明かされた真実とは？ そして、最後の決着の時が迫る……。

### エピソード05
全ての宝珠を揃え、帰還したシンゴ達。ミドリ達と「闇の宗教」の戦いに端を発した、ラース＝フェリア全土を巻き込む最大の戦争……その決着の時が迫っていた。
復活を遂げたヒュウガを加えて一向はエンダースとの戦いに臨むも、予想外の事態により戦いは中断を余儀なくされる。世界各地の「砦」に謎の柱が突き立ち、冥界への沈降を加速させていたのだ。この事態を収拾すべく、シンゴ達は各地に散り、かつてこの世界で戦った戦士達に助力を求め、その力を結集して柱の破壊に乗り出す。だが、そんな彼らの前にエンダースが再び現れる。満身創痍となっていた彼に加え、さらにこの事態の真の黒幕たる最後の冥魔王が姿を現した。
圧倒的な力を誇示する冥魔王に、シンゴ達は最後の戦いを挑む。今、ラース＝フェリアの命運をかけた、最終決戦の幕が上がる……。

## 登場人物・用語

### プレイヤーキャラクター
プレイヤーによって操作するキャラクター。PC。名前の横にカッコで記述されているのはプレイヤー名である。キャラクタークラスの横のレベルは3巻時点のもの。リプレイ開始時（第1パーティは1巻、第2パーティは2巻）の総合レベルは10である。属性についてはスラッシュをはさんで左側が第一属性、右側が第二属性となる。
第1パーティ
シンゴ（大畑顕）
キャラクタークラス :ナイト（LV.5）/ディフェンダー（LV.4）
クラスチェンジ履歴:レリックユーザー（LV.1）/エクセレントウォーリア(LV.1)
属性 : 〈森〉 / 〈炎〉
解説 :フォーラ地方の海岸に流れ着いた、記憶喪失の少年。自身の名前以外全ての記憶を忘れ去っており、どこから来たのかも分からない状態。よって過去その他は一切不明だが、魔法儀式によって生み出されたらしく、かつてはシンゴを愛してくれた「誰か」と一緒にいたらしい。記憶を失ったのは「幻砦」以後のことらしく、空が本当は蒼いことさえ知らない。頭の中に響く女性の声から、冥魔王を殺すことが己の使命であると考えている。微妙に三下な性格で、伝説の武具・カニアーマーと、言葉を話す謎のダガーを持つ。また、仮面を付けており、素顔は不明である。
流れ着いた海岸でサシャに保護されるが、彼女の家に迎えられた時、『フォーラの森砦』で心を失ったヒュウガが自力で動きだすという事態に遭遇し、その失われた心と共鳴している。サシャからフレイスが唯一冥魔に対抗している地域だと教えられ、冥魔王を殺すためにフレイスを目指してゆく。
本リプレイ唯一の新キャラクター。「柊ディフェンサー」というコンセプトのもとにキャラが作られており、ダンジョン内では彼の箒にタンデムして行動していた。
EPISODE 03プリプレイでエクセレントウォーリアに転職。自称「仮面のカニ勇者」。『アルセイルの氷砦』に参加していた藤村からは「カザマ（仮面）とキタロー（カニアーマー）とミドリ（エクセレントウォーリア）が合体した」と評されている。
その正体は、EPISODE 02で登場したエルスゴーラのシンゴ。メイオルティスとの契約で過去に遡り、歴史に干渉して来たヘレネによって人工的に作り出された存在であった。真相を知った後はかつての自分を取り戻すことは望まず、今ある自分を生きていくと決意。最終決戦でもその防御力を遺憾なく発揮してパーティを守り、最後は「蟹光線」の一撃でブラストハースを葬り去った。
終戦後はモガが「闇砦」以前にエレナから与えられていたヘレネのクローンである赤ん坊を引き取っている。

ディフェス＝サシン(藤村まどか)
キャラクタークラス：ディヴァインウォーリア（LV.6）/ヒーラー（LV.5）
属性 : 〈幻〉 / 〈闇〉
解説：『リーンの闇砦』から登場したキャラクター。27歳。かつて「闇の宗教」の残党によって宝珠の継承者「ティ」の19番目のクローンとして生み出された女性。現在は闇導王の命に従い、氷導王の指揮のもと、アイラザードと組んで街の防衛のため活動している。今の姿はティに酷似している。
フレイス地方へ援軍を要請するため、氷導王の命を受けてかの地へ赴く。その道中、サンドワームに襲われていたシンゴを助け、ともに炎砦を訪れた。……が、実際には『闇砦』の時と同じく、「知らない人だから」という理由で無視して進もうとしていた（GMが用意したシーンはそれを想定した上で作られていた）。
ワイバーンに変身する能力を持つが、EPISODE 01で用いられた『メビウス』基本ルールではその特殊能力「ライカンスロープ」が収録されていなかったため、若気の至りだったという理由で一旦削除され、サプリメントが整備された後のEPISODE 03において「ライカンスロープ」を再取得し変身能力が復活した。また本作では、『闇砦』(＝ルール第一版→『Advanced』)当時には存在しなかったライフパスのルールがあるため、オリジナルであるティに対して「兄弟」の関係性を新たに設定している。
立ち位置はヒーラーなのだが、治癒・防御よりもダイス目のコントロールに特化する方向で組み直されており、攻撃手段に至ってはすべてなくなっている。その代わりにダイス目操作魔法が充実しており、パーティの攻撃・防御をしっかりと支える。そのためEPISODE 03では、攻撃役とディフェスを引き離すディフェスシフトなる陣形まで登場した。
炎砦ではそのキャリアを買われ、対冥魔戦の隊長格として扱われている。部下に対しても相変わらずの無口無言を通しているが、どう言う理屈か意志疎通はきっちり行われている。
EPISODE 05における柱の破壊作戦では、自身のオリジナルであるティとの対面が実現している。

リューナ＝セイグラム(田中信二)
キャラクタークラス：イリュージョニスト（LV.5）/キャスター（LV.5）
クラスチェンジ履歴：フェイ（LV.1）
属性 : 〈海〉 / 〈幻〉
解説：『フレイスの炎砦』から登場したキャラクター。22歳。フレイスに伝わる伝説の存在でありながら邪悪に染まった「柱の騎士」に恋人クレイを殺され、その復讐のために「柱の騎士」を追っていた精霊族の魔術師。『炎砦』後、ポーリィやガーネットとともに気ままに旅をしていたが、『幻砦』を経て世界が危機を迎えたため、慌ててフレイスに取って返し、柱の騎士の生き残りとともに戦っていた。
フレイスが人類最後の砦として機能している現状、彼女は重要な戦力の一つとして巫女達からの信頼を集めている。『炎砦』で武器であった星の錫杖を失い、代わりに攻撃魔法とソーサラースタッフを取得。ちなみにこのスタッフは、当人の希望で星の錫杖と同じデザインになっている（本人は「本物」と言い張るが、無数の錫杖プラモが自室に存在しており、実際には自分でも混乱している）。
ガーネットを介して告げられた神託に従い、柊との再会を果たす。ダンジョン内ではなぜか次から次へとトラップに引っ掛かってしまっており、本人はこれを「漢探知」ならぬ柊直伝の「あらあらお姉さん探知」と自称している。
立ち位置はキャスター。強力な魔装を使いこなして攻撃を行う。
「変態は許さない」が信条であったが、性格決定をダイスで行った所、結果が「異性にはお人好し、同性には変態」になってしまった（プリプレイの時点で撤回されている）。
EPISODE 03でも変わらず対冥魔戦の先頭に立って戦っているが、性格がより極端になっており、星の錫杖について否定されると変態扱いする、倒した変態を幻の軍団として使役するなど、当初の性格が妙な方向に飛んでいる。

柊蓮司(矢野俊策)
キャラクタークラス:魔剣使い（LV.10）/アタッカー（LV.1）
属性 : 〈風〉 / 〈火〉
解説 :『フレイスの炎砦』からの登場。18歳。第八世界ファー・ジ・アース、すなわち『ナイトウィザード』の世界の人間。幼なじみの赤羽くれはの魂を奪ったザーフィを追ってラース＝フェリアに現れ、「紅き巫女」と魔王ディングレイを巡る戦いに巻き込まれた魔剣使い。
『炎砦』の事件を終えファー・ジ・アースに帰還。マジカル・ウォーフェアでの戦いの後、念願の卒業を果たした……のはいいのだが、それで気が抜けたのか隠居に近い生活を送っていた。しかし、ラース＝フェリアの危機に際してアンゼロットの招集を受け、かの世界へ援軍として赴く事になる。
『ナイトウィザード』のノベライズ『柊蓮司と宝玉の少女』の設定が引き継がれており、魔剣はザ・ゲイザーに折られたまま。そのため今回は、その魔剣を取りこんで新たに造られた専用の剣型箒・ウィッチブレードのカスタム型を使っている。ダンジョン内ではこれに乗って移動するため罠を踏むことがなく、リューナから「こんなの柊さんじゃない」と言われてしまった。
攻撃系の特殊能力を多く持つが、そのほとんどは代償としてHPを消費するため、命を魔剣に喰わせていると言われた。EPISODE 01では一度も攻撃を受けていないのにHPが半減してしまったため、対応策としてHP吸収効果を持つ「霊破斬」を取得、継戦能力が上がっている。
なお、今回は10レベルスタートだが、プレイヤーの矢野は「柊の『ナイトウィザード』におけるレベルはどう考えても11以上」と主張していた。
当初はEPISODE 03を最後に『空砦』から離脱する予定でいたが、エンダースとの因縁を引っ張り過ぎたために「決着をつけずにスピンアウトするのはよろしくない」との理由でEPISODE 04にも続投となった。そのEPISODE 04でも相変わらずの火力を発揮したが、途中ベルとのじゃんけん対決に負けて死亡するという前代未聞の事態が発生した（この後七宝珠の効果で蘇生してはいる）。
EPISODE 05ではシンゴ達と離れ、エンダースとの一騎討ちに臨む。ダイス運に恵まれて紙一重で勝利を拾ったが、ラース＝フェリアから投げ出されて次元の狭間を漂う事になる。後に第三世界エル＝ネイシアに流れ着き、アンゼロットと再会する。
第2パーティ
サシャ＝アライアス(田中信二⇒田中天)
キャラクタークラス：エクセレントウォーリア（LV.3）/ヒーラー（LV.5）⇒エンジェル（LV.5）/ヒーラー（LV.7）
クラスチェンジ履歴:レリックユーザー（LV.2）⇒エクセレントウォーリア（LV.1）
属性 : 〈空〉 / 〈炎〉
解説：NPCとしては『フォーラの森砦』、PCとしては『宝玉の七勇者』から登場したキャラクター。かつてザーフィらと共に「星降る夜の王」エンディヴィエの復活を阻止したヒュウガ＝アライアスの妹。兄の看護をするためヒーラーに転向している。ライフパスルール導入に伴い、かつて兄やザーフィと共に戦ったティエル＝グリューナにコネクションを結んでいる。
『宝玉の七勇者』で魔王ゼイドラックを倒した後、フォーラの湖畔の家に戻り、兄と共に静穏に過ごしていた。EPISODE 01で打ち上げられたシンゴを保護している。
EPISODE 02で、スマトラ島に住む友人・ヘレネからの手紙を読んでいた所、ジュグラットの神託とガーネットの兄妹に対する出陣要請を奉じたフレイスの騎士達の来訪を受け受諾。その最中に冥魔の襲撃を受けるが、ザーフィの帰還も手伝って撃退。ヒュウガをフレイスの炎砦に託した後、神託にある「危機」の調査とヘレネの頼みを聞くためスマトラ島に向かい、そこでファラウス、アルゲルと因縁の再会を果たす。なお、今回もその伸びる手足を最大限に活用している。
今回は「魔法僧侶メディカル★サシャ」を名乗り、母の残した武器である杖を振りかざして変身するという、いわゆる「魔法少女」そのものの行動を見せ、GMと全プレイヤーから痛い人扱いされてしまった（2巻巻頭のカラー漫画では、EPISODE 02でのGM発言通りに騎士達の目に影が落ちていた）。
なお、1巻の時点で挿絵に変身後の服が描かれている。プレイヤーの田中信二曰く、許可さえ出ればプリンセスのクラスを取得し、ふたつ名を「魔法のメディカル★プリンセス」にしたかったらしい。
赤きヴェイラー消失後はフレイスに戻り、冥龍王討伐に同行した……が、EPISODE 03ではリューナを演じていた田中信二の暴走で、蘇生中毒気味の危険なキャラクターに変貌していた。しかも蘇生の演出が移植用の心臓を埋め込むという常識外れのものであったり、2巻で大いに引かれたパンクシーンつきだったりしたため、GMは三下発言を連発するシンゴに対し、「下らない事を言っているとサシャがお前の命を救うよ？」と忠告した所、「それだけはご勘弁を!!」というリアクションが帰って来た。
EPISODE 05では本来のプレイヤーである田中信二がヒュウガを担当したため、アルゲルを担当していた田中天が指名されて演じている。この際一からデータが造り直され、クラスが大きく変わっている。
ファラウスクローンの死に連動して死にかけていたところに、墜落した精霊船からアルゲルの意志であるクリスタルを取り込むことで命拾いしたのだが、力のバランスが取れず暴走。居合わせたアンブレアスによってダークシードを埋め込まれた結果、天使化能力を得ることになった。「エンジェル」は本来第五世界エルフレアの専用クラスであるが、それに整合を取るためこのような展開が挿入されている。

ファラウス（クローンNo.6）(鈴吹太郎)
キャラクタークラス:メイジ（LV.4）/キャスター（LV.3）
クラスチェンジ履歴:ソーサラー（LV.3）
属性 : 〈闇〉 / 〈氷〉
解説:『リーンの闇砦』から登場したキャラクター。スマトラ島に「サザンクロス」という街を構えており、そこの領主を務めている。
今回登場するのは、『闇砦』のPCであるファラウスマイナスが、バラーの破壊から生き延びた後、「闇の宗教」残党から入手したモガ＝ステイシスの技術を使ってあらかじめ作られていた6番目のクローン体であり、厳密な意味での本人ではない。魂と記憶は受け継がれるため、内面は自身が生み出された時点でのオリジナル（『闇砦』のファラウスマイナス）に代々のクローンの記憶が加えられたものである。どういうわけか接点がまるでないアルゲルと親友、という設定があり、さらにクローンという立場から「24レベルのファラウスはどこかで保管されているに違いない」という理由で自分自身にコネクションを結ぶという前代未聞の行動をやってのけた（厳密にはクローン・オリジナル間のコネクション）。
本作の大惨事要員その1。EPISODE 02オープニングで副官から沖にバラーらしき物体＝赤きヴェイラーが沈んでいるとの情報を受け、それについてヘレネから聞くはずが、アルゲルが冒頭からいきなり大暴走したのを受けて、GMに副官から情報を受けるシーンを飛ばすよう要求。結果としてアルゲルとともにヘレネの家に殴りこむという本リプレイ最大の大惨事に発展。GMをして「暴走する社長と天のコンビを止められる人類がいるか！？ どーすんだよコレッ！！」と言わしめた。ただ、大惨事の状況から復帰させたのもファラウスである。
クライマックスでは「魂の短剣」でシンゴの魂を確保し、赤きヴェイラーを手に入れた……と思ったのもつかの間、アルゲル共々脱出に失敗、冥魔の蔓延る謎の大地に飛ばされてしまった。だがそこでも野望の火は消えず、アルゲルと共に冥魔を配下にしようと目論んでいる。なお、一場面だけ『ナイトウィザード』における鈴吹のPCであるナイトメアの定番セリフが出ている。
EPISODE 04では冥魔の大群との戦いの後、精霊船となっていたアルゲルと再会し、過去の時代にジャンプした先でディフェス達と出会う。大火力を遺憾なく発揮し、パーティ勝利に貢献した。
EPISODE 05ではNPCであったが、冒頭でいきなり空砦に突撃したPC達の先陣を切って返り討ちにあい、戦死するというかなり情けない退場となった（そのため、本作のPCキャラでは唯一の死者となっている）。

ザーフィ(遠藤卓司)
キャラクタークラス:ナイト（LV.4）/ディフェンダー（LV.5）
クラスチェンジ履歴:ヘヴィウォーリア（LV.1）
属性 : 〈氷〉 / 〈炎〉
解説:『フォーラの森砦』から登場したキャラクター。本リプレイに登場するPCの中では唯一、『Advanced』『V3』『メビウス』と歴代の『セブン＝フォートレス』ルール環境下のリプレイで活躍しているPCでもある。サシャ同様、ティエルにコネクションを設定している。
「柱の騎士」の一人「氷炎の騎士」。『フレイスの炎砦』の後、フォーラ時代の戦友ヒュウガの魂を封じ込めた「魂の短剣」を探して第五世界エルフレアを訪れる。だが、短剣は発見したものの、その中にはヒュウガの魂はなかった。そして神玉の出現を目撃しラース＝フェリアへと帰還。しかし、帰りついた時には既に遅く、世界は闇に包まれていた。初登場時は帰還直後であった。
EPISODE 02では帰還後、短剣の事を話すべくサシャの家に向かうが、そこで冥魔に遭遇。サシャやフレイスの騎士たちと共にこれを撃破した後、飛空艇に合流してスマトラ島に向かう。「紅き巫女」ガーネットに仕える「柱の騎士」ザーフィの合流はフレイスの騎士たちから歓呼の声をもって迎えられた。
個性的すぎる面子の揃った第2パーティ内で唯一のまともなキャラクターだが、それが災いして今回はストーリー面ではやや影が薄くなってしまっている。防御力の高さは健在で、EEPISODE 02の戦闘は彼の防御力を前提に戦術が組まれている。中盤の戦闘（あまりにあっさり終わったため、場面は省略された）では盾役として酷使された末、砂浜にうつ伏せに倒れたまま痙攣していた。NPCの女性をすぐさま口説きにかかる手の速さも健在だが、ヘレネには怯えられてしまった。
EPISODE 03では冥夜館攻略に向かうシンゴ達にサシャと共に同行し、クルムクドゥと戦った。冥夜館陥落後は、ヒュウガの魂を求めリューナ・サシャと共に探索に向かっている。なお、本来ヒュウガの魂の探索を巡るエピソードは別に描かれる予定だったが、5巻構成となったためにその余裕がなく、EPISODE 04の4コマ漫画でその経緯が描かれ、クライマックスで唐突に目的を達成していた。

アルゲル＝アルガロード(田中天)
キャラクタークラス:同調者（LV.6）⇒精霊船（LV.11）/アタッカー（LV.3⇒0）
クラスチェンジ履歴:エクセレントウォーリア（LV.1）
属性 : 〈闇〉 / 〈炎〉
解説:『宝玉の七勇者』から登場したキャラクター。正義の勇者であったはずだが、空導王主催の勇者バトルロイヤルでは悪の限りを尽くしたという外道勇者。その正体はエンディヴィエを倒すため空導王が復活と支配を目論んだ魔王ゼイドラックの受け皿として造られた存在である。
本作の大惨事要員その2。EPISODE 02冒頭で、冥魔がはびこる今の状況を個人的な理由から看過できず、単身エレナに挑んだものの返り討ちにあい（この時、赤きヴェイラーの存在も知った）、スマトラ島の海岸に流れ着いたところをヘレネに助けられる。だが、空腹の余りたまたま種籾を持っていたヘレネ（シナリオでは彼を介抱するはずだった）にいきなり襲いかかるなど、基本的に善人らしい行動は取っていない。しかし終盤では、島の子供達との交流で何かが変わったのか、「世界を支配して平和にするために、冥魔は倒さねばならない」とサシャに告げている。
クライマックスの戦闘では物理攻撃役を務め、魔法攻撃役のファラウスと共に、受けた攻撃の属性に対応した障壁を張る赤きヴェイラーのコアを攻略したが、コア停止後、消失しようとする赤きヴェイラーからの脱出に失敗。ファラウス共々冥魔の蔓延る謎の大地に飛ばされてしまった。
その後、冥魔の攻撃からファラウスを守って絶命するも、魂がエルクラムに飛ばされ、試験航行中だったロストシップに融合。その後の戦いで次元の壁を飛び越え、フローレタリア文明期のラース＝フェリアに漂着。時間航行能力を得て間もなく轟沈し、遙かな時を経てラーガに回収されることとなる。
ファラウスと再会したのは時間にすると、彼を庇って死亡してからわずか3分後であった。なお、この際微妙に善人化しており、口調も様変わりしている。EPISODE 05ではエンダースの攻撃で墜落して機能を停止、魂に当たるクリスタルはサシャに取り込まれる形で融合している。
ラース＝フェリアの人間であるにもかかわらず、EPISODE 02ではクラスが『ナイトウィザード The 2nd Edition』の「同調者」、EPISODE 04ではサプリメント『エルクラム』の「精霊船」を取得しているが、いずれもプレイヤーである田中天の要望によるもの。前者を取得した経緯は、かつての自分の主であったゼイドラックをメディウム（同調者の操る分身のようなもの）とするが、それを制御するための代償として相方のマルス＝ローウェンが取り込まれ、魔王の意識を押さえこむことで制御を可能とした―というもの。その制御のために光の心が必要だという理由で、EPISODE 02では「善人」を自称していた。ちなみに後者については思いついたものではなく、『エルクラム』発売時に田中が考えていたプランを実行したもの。
EPISODE 05から参戦
ヒュウガ＝アライアス（田中信二）
キャラクタークラス：エクセレントウォーリア（LV.6）/アタッカー（LV.6）
クラスチェンジ履歴：レリックユーザー（LV.1）
『フォーラの森砦』の主人公。サシャの兄。『森砦』において魔王エンディヴィエを封じるべく自らの魂を砕き、それ以来廃人と化していたが、シンゴが現れたと同時に自力で動きだし、僅かながら言葉を発するなど、微小ながら回復の兆候がみられる。その魂は今もなお魔王エンディヴィエと同化している。
EPISODE 02ではサシャ共々ガーネットからの出陣要請を受け、住み慣れたフォーラの家を離れ、フレイスの炎砦にて介護を受けている。
EPISODE 03にて、彼の魂の所在を追って、ザーフィ・リューナを筆頭とした探索チームが編成された。最終的にチームはヒュウガの魂の発見に成功（「ザーフィ」の項目で触れたように、構成上の理由からこのようになった）。EPIDOE 04のエンディングで復活を果たし、「七宝殊」を扱うべき勇者の一人として、最終決戦に備え炎砦で待機している。
EPISODE 05においては11年ぶりにPCとして復帰し、サシャから返還された遺産「形見の剣」を武器にパーティの中核として活躍。「森砦」時代に受けていた臆病者の呪いは完全に克服しており、当時とはまるで違うキャラクターとなっている（プレイヤーの田中自身がヒュウガのロールプレイをよく覚えていなかったこともある）。

### ノンプレイヤーキャラクター
GMが操作するキャラクター。NPC。

#### ラース＝フェリア
氷導王シェディ＝イクスティム
アルセイル地方を治める指導者。『アルセイルの氷砦』のPCであるサライの弟子。冥凍気に閉ざされたアルセイルで防衛線の指揮を取る。当初は自ら氷魔騎士団を率い陣頭に立って戦っていたが、冥凍王との戦いで戦傷を負い指揮に専念することとなり、援軍を頼むためディフェスをフレイスに派遣した。
双子の姉である闇導王シェイラ＝イクスティム同様表情に乏しく、口調も一見冷淡で怜悧な印象を与えるが、内面は好戦的な熱血漢である。ディフェスをフレイスに送る際に出した冥凍気突破の指示は「死力を、尽くせ（要するに強行突破）」だったが、ディフェスのプレイヤーで、シェディの初登場作『フォーチューンの海砦』も知る藤村によれば「『海砦』の頃だったら『俺一人で十分だ』とか言って自ら戦っていたのでは」らしい。
アンゼロットとも交流が在り、ロンギヌスの名誉顧問に迎えられている。

炎導王ラーガ＝ラギア
フレイス地方を治める指導者。氷導王と同じくサライの弟子。「炎砦」を拠点に、冥魔に対する反攻作戦の総指揮を執っている。リプレイにはEPIDOE 03から登場。ディフェスを筆頭とする冥魔王討伐部隊を組織し、冥夜館の攻略に向かわせた。陥落後は柊達からの情報を受け、リューナとザーフィにヒュウガの魂の捜索、柊達3人に七宝殊の捜索を命じている。
なお、彼と氷導王以外の七導王の内、森導王ブランドー＝ピピンはラース戦役初期に「魔の森」で瘴気に触れて倒れ、そこにエルオース復活の心労が重なり病死。
幻導王フィルナ＝メイはラ・アルメイアの首都イス・フィアの消滅に巻き込まれ行方不明であったが、柱の破壊作戦に前後して帰還。
海導王ロイヴァス＝ヴェルターブーフはラース戦役初期に打った対冥魔作戦が逆に利用されたショックで一時は自閉状態に陥ったが、周囲の懇請で立案した冥艶王ラムダスティ討伐作戦”オペレーション・オーバーロード”を成功させて自信を取り戻し戦線に復帰。
そして行方不明とされていた残り2人のうち、空導王アンブレアス＝ガェアはエルフレアに赴き、暴れ回った挙句に一大勢力を形成。
闇導王シェイラ＝イクスティムは異空間に呑み込まれるも冥宮王パペロスの迷宮に不時着したことで一命を取り留め、のちに迷宮に赴いた探索者たちによって救出され、リーンへの生還を果たしている。

『紅き巫女』ガーネット
フレイスを統率する巫女。『フレイスの炎砦』のキーキャラクターで、現在では人類の希望の象徴として存在している。守護者ジュグラットからの神託を受け、希望の到来を告げられる。炎砦で4人と出会った際には戦力増強のためシンゴを即採用し、細かく指示を出して送り出すなどトップとしての自覚が出てきている。ちなみに、彼女のトップとしての参考はアンゼロットらしい。

シンゴ(エルスゴーラ)
1000年前のエルスゴーラにて、「赤き男爵」ヴェイラーのパイロットを務めていた青年。PCのシンゴと違って仮面を着けておらず、体格も一回り大きい。
冥魔に汚染されたヴェイラーを世界から放逐するため、魔導炉を暴走させてエルスゴーラから消え、1000年後のラース＝フェリアに流れ着き、ヘレネに助けられ、彼女の家に住んでいた。ヘレネに助けられた時に「生きているのがやっと」の状態だったが、サシャたちと出会った時には松葉杖を使って歩けるまでに回復している。しかしその回復がヴェイラーの自己修復と同時に進んでいることから、ファラウスは彼とヴェイラーとの関係に関心を抱く。
その正体は緊急時にヴェイラーの意志を決定する「生体部品」であり、運命共同体であった。最終的にはファラウスの手でその魂は短剣に移され、身体は消滅した。だが、彼の魂を収めた短剣はヴェイラーごと時空の彼方に消えてしまった。
その後の経過についてはPCのシンゴの項を参照。

ヘレネ
EPISODE 02でのNPC。かつてフォーラに住んでいたことがあり、そこの神殿でサシャを看病していた。移り住んだスマトラ島の海岸でアルゲルを発見して介抱する…はずが、暴走したアルゲルに追いまわされた挙句ファラウスに家を襲われるという散々な目に遭ってしまった。墜落して来たヴェイラーの目撃者であり、そのパイロットであるシンゴを保護、カップルそのもののいい雰囲気になっていた。最終的にシンゴは消えてしまったが、その直後に「会わせてあげようか？」と謎の声を聞いている。兄が一人いたが、冥魔王との戦いで落命している。NPCのシンゴはその兄に似ているらしい。
EPISODE 03ではメイオルティスと契約を結び、過去にさかのぼろうとしていた。また、そのためにフォーチューンの「海砦」近辺に家を借り、ラース＝フェリアに現存しない情報や技術の断片をとある者から得ている。それらの情報は、首にかけているネックレスの宝石に刻まれていた。これらの経緯についてはエレナの項を参照。

#### 過去世界
アムダラム
「アルセイルの氷砦」のラスボス。十六王紀末期に活動し、一時はフォーラ全土を征しながら滅亡した「闇の宗教」の首領。
氷の宝珠を守る防衛機能として登場する(あくまでアムダラムを再現したものなので本人ではない)。「精霊獣召喚（フェア・ビース・コー）」にて精霊獣を召喚して立ちはだかったものの、PCたちの連携の前に敗北。しかし、「殺した相手の体を乗っ取る」という特殊能力は健在であり、トドメを刺したアルゲルに憑依する事になるが、後に手に入れた宝珠の力によって除去された。なお、この能力はエレナがもたらしたものである事が判明する。

闇騎士ブラス
「フォーチューンの海砦」のNPC。元「闇の宗教」の一員。
首領アムダラムを失い悲観的になっていたが、エレナがもたらした「七宝珠制御の技術」によって再起することになる。これは後に「海砦」前半の事件に繋がる。

エルファ・コーネスト
「フォーチューンの海砦」のNPC。元「闇の宗教」の研究者。
首領アムダラムを失い悲観的になっていたが、エレナがもたらした「精霊獣制御の技術」によって再起することになる。これは後に「海砦」後半の事件に繋がる。

堕ちた精霊獣
「フォーチューンの海砦」のラスボス。
海の宝珠の封印空間に現れて立ちふさがったが、次元の彼方に消えた「赤きヴェイラー」が突き刺さっており、それを利用したファラウスによって撃破された。

モガ＝ステイシス
「リーンの闇砦」のNPC。元「闇の宗教」の一員で、ディフェスのオリジナルであるティの母親。
元々クローンを作っていたのは、病弱だったティのためである。クローン体作成のための技術を求めているうちに壁にぶつかっていたが、エレナがもたらした技術により問題を解決。この結果が「闇砦」の事件に繋がる。
その後は命を拾ったティと共に、贖罪の意味も兼ねて各地の冥魔と戦っており、EPISODE 05では闇砦の柱の破壊作戦に参加している。
また、エレナによってクローン技術を与えられた際に、そのサンプルとして彼女（＝ヘレネ）のクローンである赤ん坊を預けられていた。この赤ん坊はその時以来冷凍睡眠に近い状態で保護されており、終戦後にシンゴが引き取っている。

ティ＝ステイシス（オリジナル）
「リーンの闇砦」のNPC（ではあるが、オリジナルのティは「空砦」が初登場）。ディフェスやティ・ブラックのオリジナルに当たる人物で、モガの娘。
病弱で余命が半年を切っており、モガがクローンの作成に躍起になっていたのはこれが原因。「闇砦」以後の彼女がどうなったのかは語られていなかったが、EPISODE 05では成長した姿で登場し、この時ディフェスとの対面が実現している。

ファラウス（オリジナル）
「リーンの闇砦」「フォーラの森砦」「宝玉の七勇者」時代のファラウス。『セブン＝フォートレス メビウス』基本ルールブックの公式NPC。
世界征服宣言などの場面の後、「闇砦」クライマックスを再現したバラー突入作戦で幻影として登場。はからずも現在のファラウス（クローンNo.6）と相対することになった。
「フォーラの森砦」を描いた場面ではエレナの協力を得てクリーチャーホールを解放し、「EX」の世界観に繋がる一役を担った。なお、これらの記憶はファラウス（クローンNo.6）はクローンゆえの記憶劣化によりわずかにしか残っていない。
EPISODE 05で再登場し、闇砦の柱の破壊に手を貸している。

シェルジュ＝ガェア
「ラ・アルメイアの幻砦」の主人公。シェローティアの空導王アンブレアス＝ガェアの養子。
エルオースを撃破するために導王剣を最大出力で使用し、その反動によって死亡した。だが、その魂は冥界に沈みつつあった神玉と融合しており、突入して来たPCたちによって引きはがされる。そして、その意思と力、魂はシンゴへと受け継がれることになった。

#### 「アルセイルの氷砦」のPC達
「氷砦」時代のルールであるホビージャパン版のデータを再現した能力を保持している。
サライ
「アルセイルの氷砦」のPC。七宝珠を封印した神官であり、七導王の師でもある。
EPISODE 04のクライマックスにおいて、「空の宝珠」の番人として第六世界エルキュリアに登場。時間操作で「氷砦」時代の姿に戻った後、かつての仲間である3人を召喚。自身も「スヴェルヴェン＝レイ」を装備して立ちはだかる。
「聖光爆裂（リブレイド）」「烈空聖雷（リグ＝トゥーラ）」など、「氷砦」時代に得意とした魔法や「光転疾走（ハーミュレイ）」「七色光弾（プレミアム）」などの八神魔法をそのまま用いてPCたちを追い詰めるも、シンゴの圧倒的防御能力を破りきれず敗北。空の宝珠を託すことになった。
ミドリ
「アルセイルの氷砦」の主人公。
柊のオープニングでは、フォーラで魚売りをしていた時代の姿で登場（このシーンの締めくくりは「氷砦」時代のネタが使われた）。
クライマックスでは愛剣「ヴァスクラッフ」を携えた全盛期の状態で登場。エクセレントウォーリアならではの攻撃力で「氷砦」パーティのアタッカーを務めたが、アルゲルの砲撃を直撃で喰らって力尽きた。
EPISODE 05にも少しだけ登場。氷砦の柱の破壊作戦においてヴァスクラッフの力で援護をかけているが、その直後に何処かへと消えている。
キタロー
「アルセイルの氷砦」のPC。元「闇の宗教」の一員でサライの養父。
試作型カニアーマーを纏った魔術師であり、「氷砦」パーティの防御役を担当。アルゲルの砲撃を片手で握りつぶすなど、豪快な一面は相変わらずであったが、ファラウスの最大出力を受け切れずに吹き飛んだ。なお、この時ようやく「蟹工船」の作者が小林多喜二であることを知らされた（半ば以上ネタである）。
マドカ
「アルセイルの氷砦」のPC。
「白刃（ニムリング）」を装備した全盛期の状態で登場。「水竜闘気斬」を初めとする剣技の数々でPC達を攻め立てた。最終的には戦闘不能と引き換えになる最終奥義「降竜激震斬」で防御役のシンゴを落としにかかったが、予想外の生存能力に落としきれなかった。
なお、今回の3人はサライが試練のために作り出した幻影であり、現実（＝以前の砦シリーズリプレイ）ではキタローは「氷砦」最終局面直前でミドリ達の道を命と引き換えに切り開いて死亡。ミドリは当時のラグシア王子マリウスに憑依していたアムダラムと共にアルセイルに封印されており、マドカのみが片腕を失いながらも生き残り、「海砦」にも登場している。
EPISODE 05で再登場する。

#### 冥界の冥魔とその協力者
エレナ
冥魔王達の神官たる女性。『幻砦』の黒幕であり、ラース＝フェリアを破滅に追いやった張本人。フレイス地方の攻略に誰が行くかで揉める冥魔王達に対し、あみだくじを提示して解決した。その後は敗れたエンダースを迎えに現れたが、シンゴに対する「使えない切り札は切り札とは言わない」という発言でプレイヤーから大顰蹙を買った。
EPISODE 01のラストで、シンゴに「目覚めを待っているわ」と謎の発言を残し、彼に冥魔王を殺すように言ったのがどうやら彼女であるらしいことが示唆されている。また、EPISODE 02のアルゲルの回想では、赤きヴェイラーの到来を予期、冥魔達に指示を出している最中に襲ってきたアルゲルを返り討ちにしている。
その真の目的は、「神玉」の欠片を全て手に入れることだった。そのため、他の倒された冥魔王の「欠片」をエンダースに吸収させ、それを倒すことで目的を果たそうとしていた。しかし、暗躍がクルムクドゥに露見したことで捕縛され、さらにエンダースが「欠片」の力を制御することに成功したことで企みが瓦解。シンゴに言葉を残し、姿を消した。
その正体は、メイオルティスとの契約で過去に遡ったヘレネ。シンゴの魂を宿した「魂の短剣」を回収しており、神玉を召喚してその欠片に魂を宿すことで復活させようとしていた。過去の砦シリーズなどで暗躍して神玉召喚の素地を作り、七冥魔王召喚の場において目論見は成功したかに見えた。しかし、シンゴの魂は欠片に引きずられて6つに分散してしまい、うちの一つが現在のシンゴとして覚醒。分割されたシンゴの魂を保管する場としてエンダースに細工を施し、目覚めた方のシンゴは自室に保護。冥魔王たちを殺し、その魂を抽出、PCのシンゴに注入することでかつてのシンゴを蘇生させようとしていた。シンゴに対して「冥魔王を殺すためにいる」と言ったのは、冥魔王と同じく神玉の肉体を持つ彼が最適だったためである。
最終決戦の後、空砦の崩壊と共に消滅した。

冥燐王エンダース
冥魔七王の一人でEPISODE 01のラスボス。「冥界樹」という超巨大な樹木の内部を居城としており、その中でPCを待ち構えていた。植物を操る能力を持ち、彼の影響を受けたフレイスの地域は瘴気の森と化していた。
強者と戦う事を喜びとする戦士であり、リューナ達の事も知っていた（柊に関しては流言を真に受けた上に誇張されていた）が、シンゴの事は知らなかった。
5体に分身しての攻撃を得意技とするが、開幕の行動カウント決定が思わぬ形で祟り、PCたちに一度も攻撃しないまま撃破されてしまった。その戦いで死んだはずだったが、デスノートの紋章の力で甦り、エレナに連れられて撤退した。
矢野俊策やファンの多くからは、「エンダースさん」と呼ばれ親しまれている。EPISODE 03ではこの呼び名が公式化し、炎導王やPCからもそう呼ばれていた。
EPISODE 03では炎砦の面々から問題外扱いされる、登場するなり柊に返り討ちにされる、リベンジのため修行するも成果が出ない、真実を知って飲んだくれてチンピラに袋叩きにされる、おまけの四コマではかわいそうなキツネさん扱いされる、とおよそ冥魔王とは思えない悲惨な扱いを受けていた。だが、エンダースの本来の存在目的は他の冥魔王の器となっていた「神玉の欠片」の保存庫であり、最終的にはエレナでも倒せるように細工されていた。そして、EPISODE 03での受難がもとで戦士のプライドを失ったことがきっかけとなり、自身の中に保存されていた「神玉の欠片」の力を制御することに成功し、ラース＝フェリア全体を一気に冥界へ沈降させ、その力を取り込もうと目論んでいる。「冥魔皇帝」を自称し、その力はエンディヴィエやシャイマールに匹敵するレベルにまで跳ね上がっている。
EPISODE 05ではシンゴ達と炎砦で戦うが、突き立てられた「モーニングスター」を吸収したことがきっかけで封じられていた魂に侵食され、力の大半を失う。その後、空砦での空間圧縮により閉じ込められたシンゴ達の前に現れ、空間から脱出させるのと共に最後の一戦を所望する(エンダースの力では3〜4人までしか逃がす事が出来ない)。GMの菊池たけしは2人残って戦う事を想定していたが、柊のプレイヤーである矢野俊策が一騎討ちを望み、そちらの案を採った。綱渡りの戦闘の果てに敗れ、柊だけは助かって欲しいと願いながら、空間の崩壊と共に消滅した。
なお、『ナイトウィザード The 2nd Edition』のファンブック『エンド・オブ・エタニティ』収録のCDドラマ「タイム・トゥ・セイ・グッバイ」に登場する冥刻四天王の一人ロナミルスが一時師事していたことがある。
冥刻王メイオルティス
冥魔王の一人。EPISODE 01オープニングに登場してファー・ジ・アースに向かっている。これは時系列的には「聖なる夜に小さな願いを」と、同じ『ナイトウィザード The 2nd Edition』ファンブック『オペレーション・ケイオス』に収録されたボイスドラマ「蘇りし友、来たり」の前に当たる。
EPISODE 03のエンディングで過去のフォーチューンに向かう面々とヘレネの前に出現。一行を過去へと転送させた。なお、EPISODE 02のエンディングでヘレネのもとに届いた謎の声はメイオルティスではないかと、田中信二は2巻あとがきで推測していた。なお、ヘレネに協力していた時期は、時間軸上はファー・ジ・アースに侵攻した前述2作の最中に当たる。
ラース＝フェリアでの戦いには基本的に関与していないと思われていたが、実際には「アルセイルの氷砦」から始まる「砦シリーズ」全体の事件の遠因であった。この時点の彼女は冥界に封印された状態にあり、現界するための肉体を欲していた。そのためにヘレネと契約をかわし、彼女に神玉の欠片を召喚させることで実体化。契約完了に伴い、その内の一つを器に顕現し、ファー・ジ・アースへ向かうことになる（EPIDOE 01で柊達とニアミスしたのはこの時）。
つまりメイオルティス視点の時間軸で言うと、ヘレネと契約（「空砦」EPISODE 02~03）⇒「砦シリーズ」リプレイの間は条件が整うのを待つ（「氷砦」〜「幻砦」）⇒神玉召喚の後、欠片の一つを媒体に実体化（「幻砦」）⇒ファー・ジ・アースへ侵攻（「空砦」EPISODE 01）⇒ルー＝サイファーやベール＝ゼファー、くれは、灯ら人類・侵魔連合に敗れる（「蘇りし友、来たり」）となる。この後彼女はファー・ジ・アースの狭界の一つに逼塞しつつ、前述のロナミルスら冥刻四天王を表界で動かすこととなる。
冥龍王クルムクドゥ
冥魔七王の一人でEPISODE 03のラスボス。EPISODE 01のフレイス侵攻の際、エレナがクルムクドゥに当たる様にあみだくじに仕組んだ細工を見抜き、さらに細工することでそれを瓦解させた。その後、炎砦で情報を流したエレナを捕らえ、尋問していた所にPC達が乗り込み、戦闘に突入。
竜をモチーフとした数々の攻撃に加え、取り込んだ冥凍王の技を得意とするが、GMのダイス目の悪さに加えてディフェスにダイス目を操作され続け、結局シンゴの圧倒的な防御力と生存能力を破れず敗北。エンダースから受けた傷が致命傷となり、消滅した。なお、受肉の際に「カニに弱い」という弱点を組み込まれてしまっていた（本人は全く意に介していない）が、それは本来冥凍王に組み込まれていたものである。
冥凍王
冥魔七王の一人で、名は不明。アルセイル地方の支配者だが実際には存在しておらず、クルムクドゥが自らの鎧を冥魔王として操っていたに過ぎなかった。なお、冥凍王になるはずだった冥魔王の魂はクルムクドゥが吸収している。また、EPISODE 03でその遺骸から「量産型冥凍王」なるクリーチャーが登場している。
冥幻王ブラストハース
冥魔七王の一人。ラ・アルメイア地方の支配者で、詳細不明な事から「冥霧王」というあだ名で恐れていたが、EPISODE 03において覚醒に失敗し、神玉の欠片ごと魂が行方不明になっていたことが判明した。
だが、実は「モーニングスター」に宿っていた正体不明の意志がその魂であったことがEPISODE 05で発覚。エレナが冥魔七王を生み出した際に神玉に突き立てた「魂の短剣」に魂が吸われており、そのため活動できなかった、というのが真相であった。
エンダースに「モーニングスター」が突き立てられた際に魂を映し、内部から乗っ取った後分離し、冥魔王としての顕現を果たす。空砦に座してシンゴ達を待ち受け、最終決戦を繰り広げた末に倒された。

#### ファー・ジ・アース
緋室灯
『ナイトウィザード』リプレイ『紅き月の巫女』のPC。アンゼロットの指示を受けて柊を迎えに来たのだが、その際の行動はウェブラジオドラマ「星を継がない者」から取られていた。柊とともにラース＝フェリア行きのメンバーに選抜されるが、途中、冥刻王メイオルティスがファー・ジ・アースに向かったため、柊の指示もありやむなく引き返した。その後の彼女については『ナイトウィザード The 2nd Edition』リプレイ「聖なる夜に小さな願いを」を参照。

アンゼロット
ファー・ジ・アースの守護者。ラース＝フェリアを救援すべく腕利きのウィザードを選抜、援軍として送り出した。柊に関しては、彼がアンブラ社に預けた魔剣を自身の宮殿に送るよう手を回し、彼の諾否いずれにせよ来ざるを得ないようにしていた。柊達の出撃後は冥魔に対応するため、かつて自身が守護していた第三世界エル＝ネイシアに赴いている。

諏田円
EPISODE 5のエピローグ後に登場する、ファー・ジ・アースの輝明学園秋葉原分校に転校してきた少女。彼女の活躍はナイトウィザード The 2nd Edition ファンブック 『ワールズエンド』収録のリプレイ「世界が下がる日」およびCDドラマ「エンド・オブ・ザ・ワールド」を参照。

### その他の登場人物・用語など
魂の短剣
『リーンの闇砦』『フォーラの森砦』『フレイスの炎砦』に登場したキーアイテム。突き刺すことで魂を抜きとって保存し、また移し替えることも出来る。EPISODE 02で登場する短剣はザーフィがエルフレアで発見して持ち帰ったものだったが、目的であるヒュウガの魂はなかった。EPISODE 02終盤では赤きヴェイラーのコアからNPCのシンゴの魂を吸い出す事に成功するが、赤きヴェイラーの消滅に巻き込まれ次元の彼方に消えて行方不明となり、後にエレナ（ヘレネ）に回収される。内部には魂を入れるスロットがあり、複数の魂を取り込んでも混ざり合う事はない。

モーニングスター
PCのシンゴが持っている短剣。男性型の人格を持ち、喋ることが出来る（ただしシンゴにしか聞こえず、傍から見ると独り言を言っているように見える）。低級の冥魔なら一掃できるほどの力を持ち、また、なぜか冥界樹の構造を知っていた。「肩をすくめる」「頷く」「ニヤリと笑う」「腰が砕ける」「息が切れる」など、どうやっているのか感情表現までする。ガーネットによればこれも「魂の短剣」らしいが、ザーフィが持ち帰った方との関係は不明。形状はまったく同じ。なお「モーニングスター」の名前はシンゴがつけたものだが、後にリューナの一言がきっかけで「モンタ」と呼ばれるようになっている。詳細は冥幻王ブラストハースの項を参照。

冥界樹
エンダースの居城。フォーラとフレイスの境界に位置する。通常の木がミニチュアに見えるほど大きく、中は666階層からなる。内部では無数の冥魔が培養されていた。エンダースの撤退後、ディフェスの推理によってフォートレスコアが発見され、柊に破壊されたことで崩壊した。
元ネタはニンテンドーDSでシリーズ化している「世界樹の迷宮」。ザーフィのプレイヤーでもある遠藤卓司のデザインでテーブルトークRPGとして出されている（記事『世界樹の迷宮SRS』を参照）。

「深紅の破壊神」赤きヴェイラー
EPISODE 02冒頭でNPCのシンゴが操縦していた、1000年前のエルスゴーラで設計開発された機体。「赤き男爵」とも呼ばれる。戦闘中に冥魔に侵食されたためシンゴ自らの手でエルスゴーラから放逐され、その後、エンダースの敗北から少しの時をおいてラース＝フェリアに流れついた（精霊界を通ったため、放逐から落着までに時間差が生じている）。内部構造はかつてファラウスが所持していた「黒きバラー」とほぼ同じであるが、こちらは全長1kmと途方もなく大きい。シンゴの本体とも言える存在であり、これが破壊されることはシンゴの死を意味する。途轍もない性能の自己修復機能を備え、コアが健在で在る限り動力炉ですら再生する。最終的には、シンゴの願いによりファラウス達の手で破壊され次元の彼方に消えた。その後は「闇の宝珠」の封印空間において、「堕ちた精霊獣」に突き刺さっているのを発見され、精霊獣撃破に使われた後今度こそ崩壊した。
エレナはアルゲルに襲撃される直前、このヴェイラーの到来を配下に予言していた。エレナ曰く、この赤きヴェイラーは黒きバラーの「祖なるもの」らしいが、黒きバラーは数千年、数万年前のオーパーツであるため、両者の関係は今の所謎。

サザンクロス
ラ・アルメイアの沖にあるスマトラ島の街で、ファラウスが治めている。この街は冥魔の侵攻をなぜか受けておらず、フレイス以外では唯一平穏に暮らせる場所らしい。ちなみに元ネタは「北斗の拳」。

フレイスの炎砦
人類側の反撃の起点となっている砦。重要戦力のほとんどはここに集められており、ガーネットもここで指揮を執っている。詳しくは『フレイスの炎砦』を参照。

七宝殊
かつてラース＝フェリアを支えていた七つの宝玉。その存在を危険視したサライと八導師によって封印され、現在は炎の宝殊のみがラース＝フェリアに現存。EPISODE 03においてエンダース攻略の鍵と目され、封印される前の過去の時代へと柊達が派遣されている。EPISODE 04において回収が進められ、最終的にはシンゴ達の元に全てが集まっている。

ティアンの紋章
『フォーチューンの海砦』に登場した、時間移動を行う種族「ティアン」の力を秘めた紋章。ヘレネが持っていた魔導書に刻まれており、彼女はこれとメイオルティスの力を利用して過去へ跳ぼうとしていた。

## 作品一覧
全巻を通じて田中信二と菊池たけしの対談を収録している。
- シェローティアの空砦(1) 惨劇の冥魔王 （ISBN 978-4757750463 / ファミ通文庫 / エンターブレイン）
  - 2009年8月発売。第1パーティ編第1話。シナリオ題は「冥界樹の迷宮」。
- シェローティアの空砦(2) 天より来たる破滅 （ISBN 978-4047264007 / ファミ通文庫 / エンターブレイン）
  - 2010年3月発売。第2パーティ編第1話。シナリオ題は「赤き巨人」。
- シェローティアの空砦(3) 死線に踊る道化者 （ISBN 978-4047271395 / ファミ通文庫 / エンターブレイン）
  - 2011年3月発売。第1パーティ編第2話。シナリオ題は「ラース＝フェリアが沈む日」。
- シェローティアの空砦(4) 七宝殊、覚醒 （ISBN 978-4047279315 / ファミ通文庫 / エンターブレイン）
  - 2012年3月発売。第1パーティと第2パーティの混成エピソード編[20]。シナリオ題は「七宝殊」。
- シェローティアの空砦(5) The End of Time （ISBN 978-4047289208 / ファミ通文庫 / エンターブレイン）
  - 2013年5月発売。第1パーティと第2パーティの混成エピソード編[21]。シナリオ題は「ジ・エンド・オブ・タイム」。